# Kristina Ingesdotter
Kristina Ingesdotter (švedsko Kristina Ingesdotter) je bila švedska princesa in po poroki s knezom Mstislavom Vladimirovičem kneginja žena Novgoroda, Rostova in Belgoroda, * 11. stoletje, Uppsala, † 18. januar 1122, Kijev.

## Življenje
Kristina je bila hčerka švedskega kralja Ingeja Starejšega in kraljice Helene. Helena je bila sestra švedskega kralja Blot-Svena.  
Poročena je bila z Mstislavom Vladimirovičem, ki je bil med njunim zakonom knez Velikega Novgoroda, Rostova in Belgoroda, kar ji je dalo ustrezne vladarske naslove. Po Vasiliju Tatiščevu sta se poročila leta 1095. Poljski zgodovinar Dariusz Dąbrowski meni, da Tatiščeva trditev ni zanesljiva, ker se ni oprl na zanesljiv vir. Poročila naj bi se med letoma 1090 in 1096.
Arheologi so našli Kristinin osebni pečat, ki prikazuje žensko s krono in avreolo svetnice ter napisom »Sveta Kristina« v grščini. Predvideva se, da je kneginja Kristina upodobljena kot sveta Kristina v cerkvi na griču Neredica pri Novgorodu, kar bi lahko pomenilo, da so jo morda častili kot lokalno svetnico.
Kristinin oče, kralj Inge starejši, je umrl leta 1110. Na švedskem prestolu sta ga nasledila nečaka Filip Halstensson in Inge Mlajši. Ker je Kristina živela v Rusiji, sta menila, da je predaleč, da bi ji dodelili del očetove dediščine. Dediščino sta si razdelili njeni mlajši sestri, danska kraljica Margareta Fredkulla in Katarina Ingesdotter.
Kristina je umrla 18. januarja 1122. Tri leta po njeni smrti je Mstislav postal veliki kijevski knez.

## Otroci
Kristina je imela deset otrok.
- Ingeborg Kijevska, poročena s Knutom Lavardom Jutlandskim in mati kralja Valdemarja I. Danskega,
- Malmfreda, poročena s Sigurdom I. Norveškim in zatem z Erikom II. Danskim,
- Eupraksija, poročena z Aleksejem Komnenom, sinom Ivana II. Komnena,
- Vsevolod Novgorodski in Pskovski,
- Marija Mstislavna Kijevska, poročena z Vsevolodom II. Kijevskim,
- Izjaslav II. Kijevski,
- Rostislav Kijevski,
- Svjatopolk Pskovski,
- Rogneda, poročena z Jaroslavom Volinjskim, in
- Ksenja, poročena z  Brijačislavom Izjaslavskim.